# 黛安·菲特里亚尼
黛安·菲特里亚尼（1993年3月21日—），印尼女子羽毛球運動員。

## 簡歷
2014年7月，黛安·菲特里亚尼出戰中華台北公開賽，與娜达娅·美拉提合作打進女子雙打四強。

## 主要比賽成績
只列出曾進入準決賽的國際賽事成績：
| 年份   | 賽事                 | 公開賽級別 | 項目     | 搭檔          | 成績   |
| ------ | -------------------- | ---------- | -------- | ------------- | ------ |
| 2014年 | 印尼羽毛球國際系列賽 | 國際系列賽 | 女子雙打 | 娜达娅·美拉提 | 冠軍   |
| 2014年 | 印尼羽毛球國際系列賽 | 國際系列賽 | 混合雙打 | Riyo Arief    | 準決賽 |
| 2014年 | 中華台北羽球公開賽   | 黃金大獎賽 | 女子雙打 | 娜达娅·美拉提 | 準決賽 |
| 2015年 | 印尼羽毛球國際挑戰賽 | 國際挑戰賽 | 女子雙打 | 娜达娅·美拉提 | 準決賽 |
| 2016年 | 印尼羽毛球國際系列賽 | 國際系列賽 | 女子雙打 | 娜达娅·美拉提 | 亞軍   |
| 2016年 | 印尼羽毛球國際系列賽 | 國際系列賽 | 混合雙打 | 唐金石        | 準決賽 |
| 2017年 | 印尼羽毛球國際系列賽 | 國際系列賽 | 女子雙打 | 娜达娅·美拉提 | 亞軍   |

| 2007-2017年 | 首要超級賽 | 超級賽 | 黃金大獎賽 | 大獎賽 | 國際挑戰賽 | 國際系列賽 | 未來系列賽 | 其他 |

| 2018-2026年 | 總決賽 | 超級1000賽 | 超級750賽 | 超級500賽 | 超級300賽 | 超級100賽 | 國際挑戰賽 | 國際系列賽 | 未來系列賽 | 其他 |